# The Great Apocalypse
The Great Apocalypse är det svenska power metal-bandet Insanias sjätte studioalbum, utgivet i juni 2025 på Frontiers Records.
Albumet föregicks av singlarna "Revolution" och "The Trinity" med tillhörande visualizer- och musikvideor i april respektive maj 2025.
Tommy Johansson (Majestica, ex-Sabaton) bidrog med gästsång.

## Låtlista
1. "The Trinity" – 6:37
2. "Indestructible" – 5:19
3. "No One's Hero" – 8:00
4. "Afterlife" – 5:42
5. "Revolution" – 5:38
6. "The Prophesier" – 5:35
7. "Fire from Above" – 7:20
8. "Underneath the Eye" – 4:56
9. "The Great Apocalypse (When Hell Is All Around)" – 14:16

## Medverkande
Musiker
- Ola Halén – sång, basgitarr
- Niklas Dahlin – gitarr
- Peter Östros – gitarr
- Mikko Korsbäck – trummor

Bidragande musiker
- Tommy Johansson – sång
- Andrea Atzori – keyboard

Produktion
- Ola Halén – mixning
- Mika Jussila – mastering